# DierenPark Amersfoort
DierenPark Amersfoort is een dierentuin, gelegen aan de westzijde van Amersfoort, aan de rand van het bosgebied Birkhoven. Het park heeft een oppervlakte van ca. 20 ha en er komen per jaar ruim 800.000 bezoekers. In 2017 haalde het dierenpark een recordaantal bezoekers van 1 miljoen. De dierentuin is voorzien van drie speeltuinen en telde 311.484 dieren bij de jaarlijkse dierentelling van 2020.

## Geschiedenis
Op 22 mei 1948 richtten de heren Tertoolen en Knoester de dierentuin op die in het begin niet veel meer was dan een bos met wat zandweggetjes en enkele dierenverblijven. Aanvankelijk was het een klein park met een aap, een kraagbeer, een kameel en wat kinderboerderijdieren. In de jaren daarna kwamen de eerste roofdieren en in 1956 de olifanten Indra en Rani. In 1960 ging de leiding van het dierenpark over in de handen van de dochter van een van de oprichters en haar echtgenoot, het echtpaar Henk Vis († 27 oktober 2016) en Astrid Tertoolen. Toen arriveerden ook de eerste chimpansees. In 1979 werden twee spierwitte leeuwtjes geboren, maar bij het opgroeien bleken ze toch een normaal gekleurde vacht te krijgen. In 1982 werden zeven jachtluipaarden geboren. In 1988 onderging het park een aanzienlijke uitbreiding: de Ark van Amersfoort werd geopend en het savannegebied werd aangelegd. In 1995 kreeg het dierenpark een andere directie: nog steeds is het een familiebedrijf. In 1997 werd Erik van Vliet aangetrokken als dierentuinontwerper. In een tijd dat Nederlandse dierentuinen zich steeds meer focusten op biotopen en een volwassenenpubliek, ging DierenPark Amersfoort zich meer richten op kinderen en gezinnen. In die tijd is het bezoekersaantal gestegen van 200.000 naar een miljoen bezoekers per jaar.
In november 2020 ontsnapten er, door het niet goed sluiten van het verblijf, twee chimpansees. De chimpansees werden doodgeschoten om verdere escalatie te voorkomen. De bezoekers werden snel in veiligheid gebracht.

### Nieuwe dieren

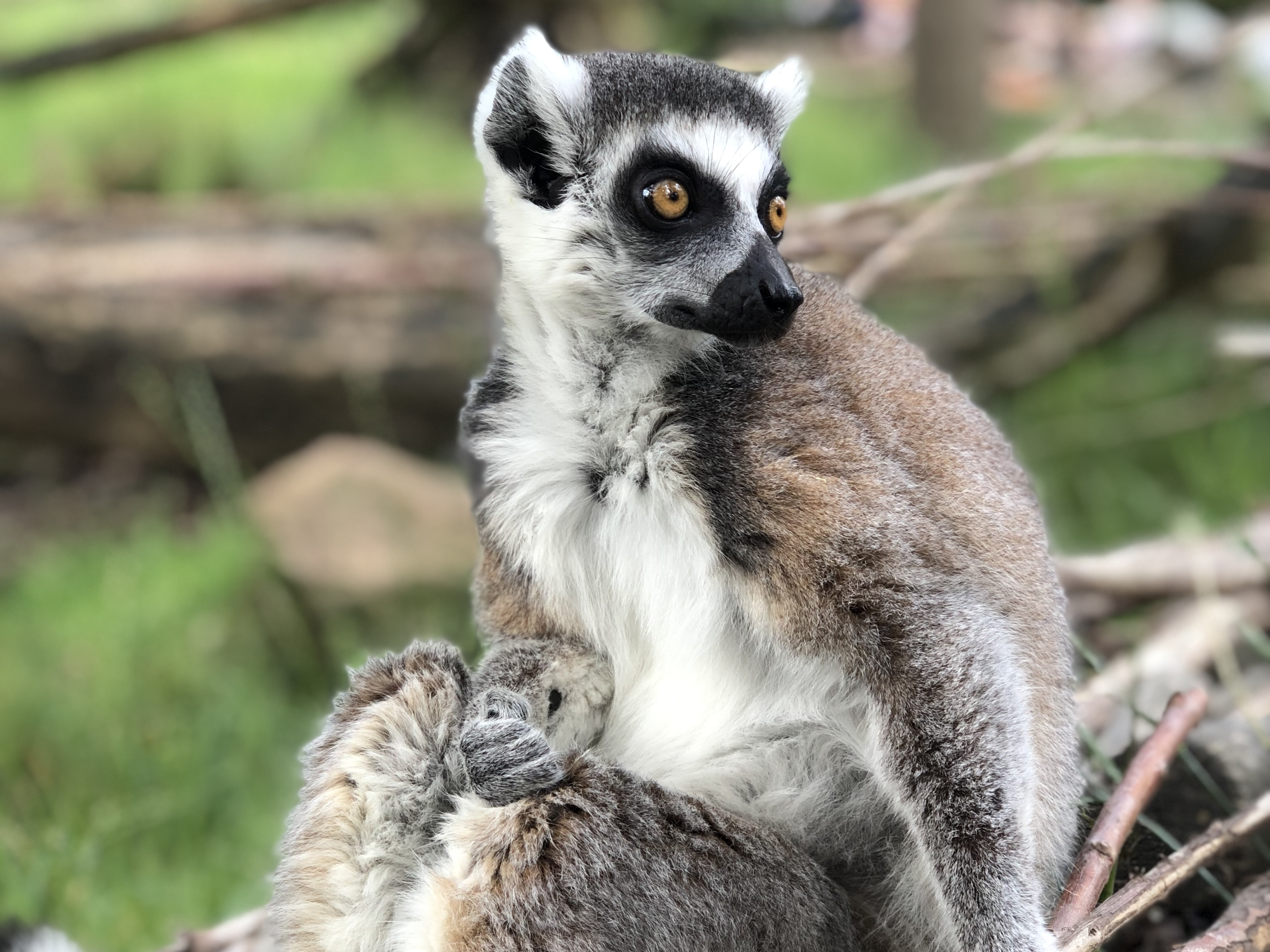
Ringstaartmaki

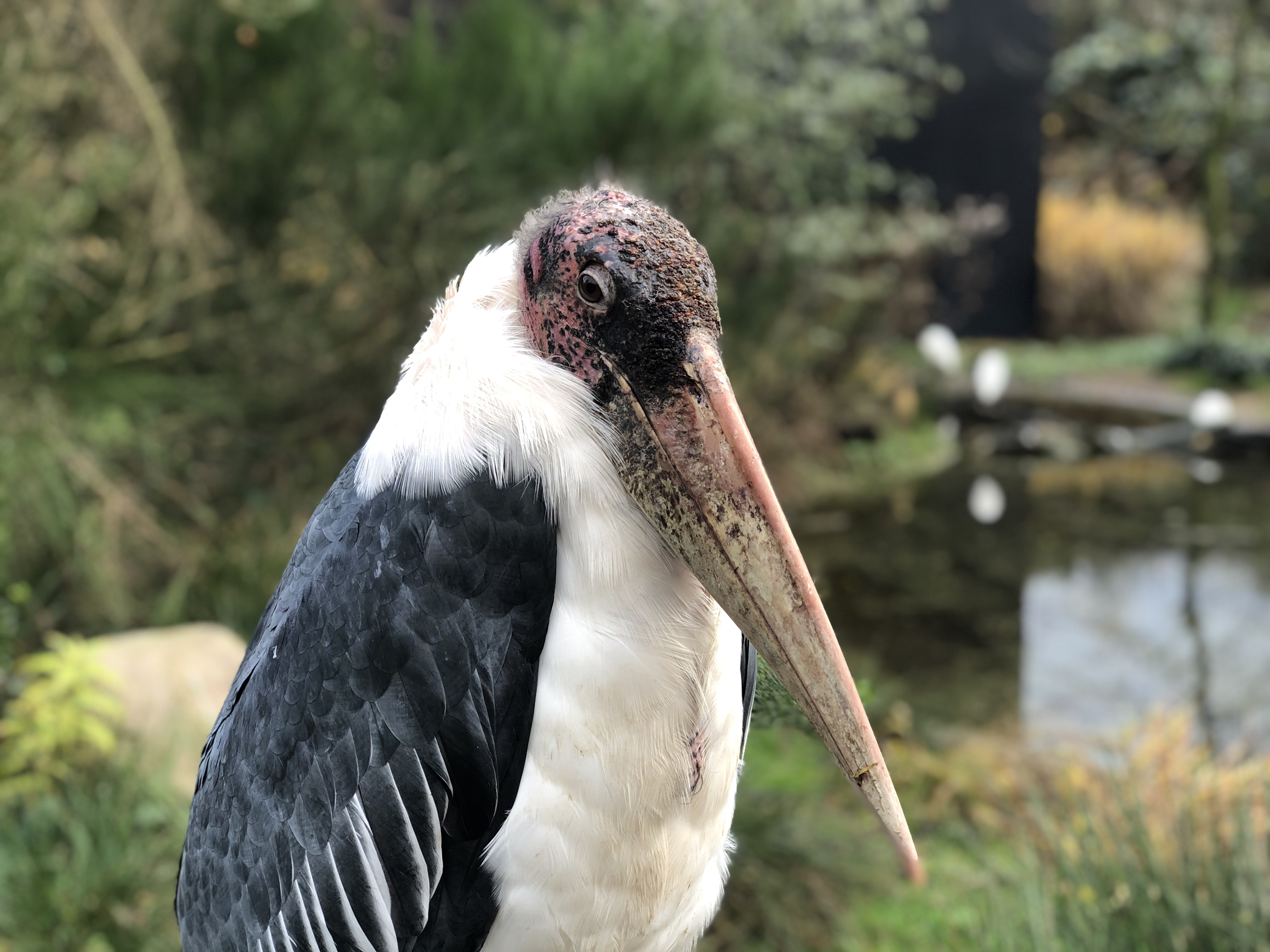
Afrikaanse maraboe in Snavelrijk

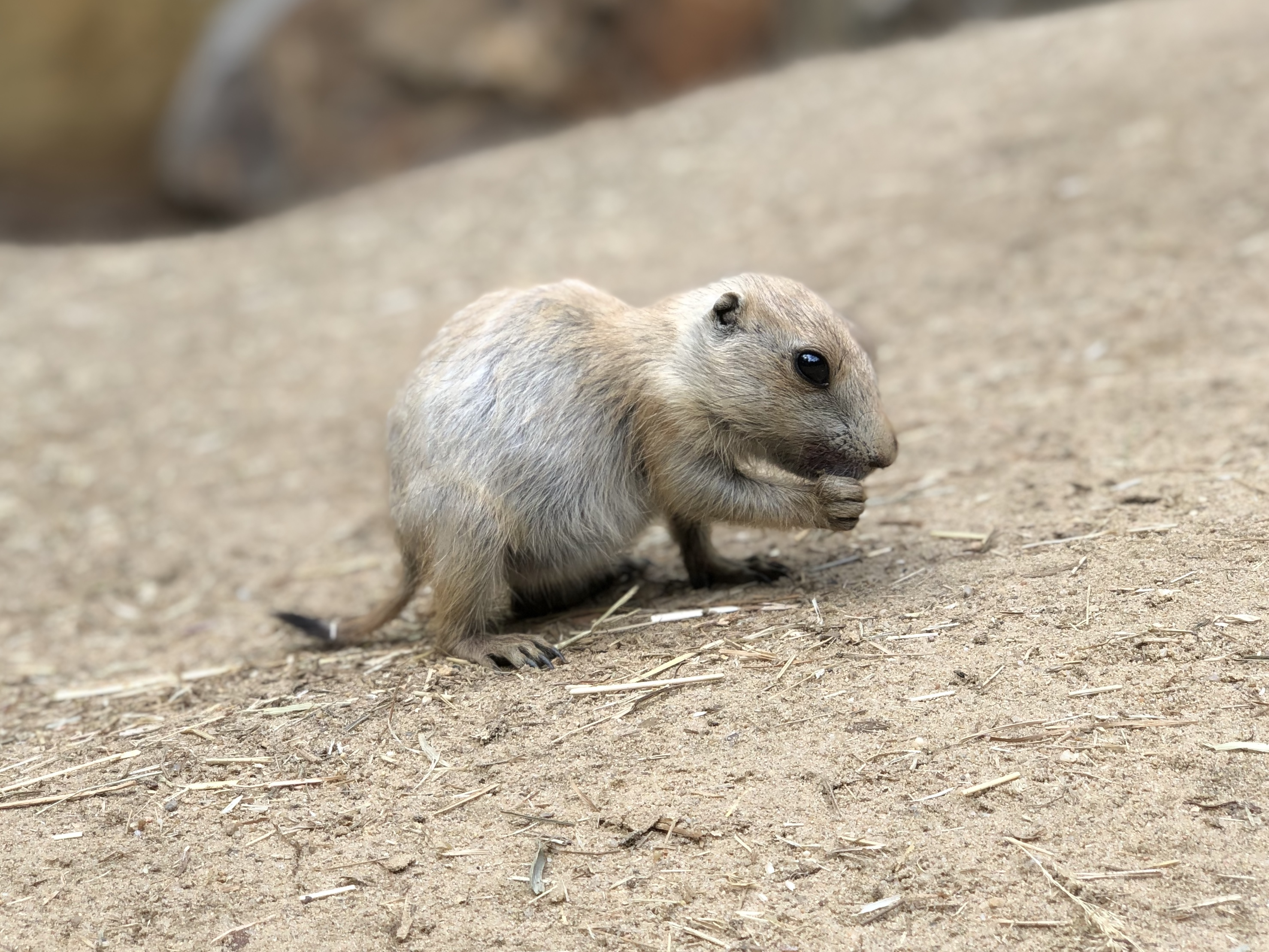
Een jong zwartstaartprairiehondje, een paar weken na geboorte.

Onderstaande lijst toont een (onvolledig) overzicht van diersoorten die DierenPark Amersfoort in de collectie heeft opgenomen.
| Jaartal | Diersoort(en)                                                                                 |
| ------- | --------------------------------------------------------------------------------------------- |
| 1948    | Kraagbeer, dril, kameel, geit, pony en duiven                                                 |
| 1949    | Wolf, wasbeer, zilvervos, wild zwijn, damhert en ara                                          |
| 1952    | Gevlekte hyena en waterbuffel                                                                 |
| 1953    | Bruine beer                                                                                   |
| 1954    | Leeuw, panter en bever                                                                        |
| 1956    | Aziatische olifanten (genaamd Indra en Rani)                                                  |
| 1957    | Cheeta en maraboe                                                                             |
| 1958    | Tijger en lammergier                                                                          |
| 1961    | Chimpansee, steppenzebra en condor                                                            |
| 1962    | Maxwell's Duiker                                                                              |
| 1963    | Jaguar en collectie Aziatische parkieten                                                      |
| 1968    | Bennettwallabie                                                                               |
| 1969    | Nilgau-antilope                                                                               |
| 1973    | Afrikaanse wilde hond                                                                         |
| 1974    | Grévyzebra                                                                                    |
| 1983    | Stokstaartje                                                                                  |
| 1986    | Gayal                                                                                         |
| 1988    | Gnoe en elandantilope                                                                         |
| 1992    | Manenwolf                                                                                     |
| 1994    | Kleinklauwotter                                                                               |
| 1998    | Zwartvoetpinguïn en ringstaartmaki                                                            |
| 1999    | Giraffe, zadeljakhals, klipdas, vari, Japanse kraanvogel, rode ibis, kaalkopibis en vale gier |
| 2000    | Witte tijger, Nijlkrokodil, siamang, dromedaris, Nijroezet en steppenvos                      |
| 2001    | Indische neushoorn                                                                            |
| 2002    | Buidelkonijn, galago, nachtaap, voskoesoe en vosmangoest                                      |
| 2004    | Luiaard                                                                                       |
| 2005    | Leeuwaapje                                                                                    |
| 2007    | Boa constrictor, baardagame, vogelspin en dinosaurussen                                       |
| 2008    | Elandantilopen en breedvoorhoofdkrokodillen                                                   |
| 2009    | Hokko                                                                                         |
| 2010    | Neusberen en zebramangoesten                                                                  |
| 2015    | Geelborstkapucijnapen, kroonmaki's                                                            |
| 2016    | Wolven, dassen                                                                                |
| 2018    | Zwartstaartprairiehonden                                                                      |
| 2019    | Ooievaars, beisa oryxen, impala's, kleine plompe lori’s, witnek fazantduiven, titicacakikkers |
| 2020    | Senegalgalago’s                                                                               |
| 2021    | Brilberen, nijlvaranen, moskikkers                                                            |

### Nieuwe gebouwen
Onderstaande lijst toont een (onvolledig) overzicht van de uitbreiding van het park met gebouwen, verblijven en horecagelegenheden.
| Jaartal | Nieuw in het park |
| ------- | --- |
| 1950    | Café-restaurant (nu actief als kantoor, onder de naam de Berenhof)                                                                                                 |
| 1952    | Ingang (nu afgebroken) |
| 1954    | Berenrots en roofdierenkooien |
| 1956    | Eerste olifantenverblijf en cheetaverblijf |
| 1958    | Apenhuis |
| 1960    | Eerste chimpanseehuis |
| 1961    | Theeschenkerij (nu actief als de Boerderij) en olifantenbos |
| 1971    | Wildezwijnenverblijf |
| 1974    | Kinderboerderij |
| 1977    | Chimpanseeverblijf |
| 1983    | Leeuwenverblijf en Java-apenverblijf |
| 1985    | Papegaaienhuis |
| 1988    | De Ark van Amersfoort en olifantenstal |
| 1989    | Savanne en gibbonkooien |
| 1990    | Vogellaan |
| 1991    | Restaurant de Olifant, Speel-O-Droom en apeneiland |
| 1994    | Japanse tuin |
| 1996    | Lynxenverblijf |
| 1998    | Verblijven van ringstaartmaki's en penguïns |
| 1999    | Stad der Oudheid (Zigurat en Paleis Darius) en giraffestal |
| 2000    | Siberische tijgerverblijf, Stad der Oudheid (met een kashbah, krokodillenvijver en bavianeneiland), jungleshop, berenverblijven, variverblijf en papegaaienvolière |
| 2001    | Wittetijgerverblijf en neushoornverblijf |
| 2002    | Knuffelplein en hyenaverblijf |
| 2003    | De Nacht en Zoölogisch Museum |
| 2004    | Olifantenterrein en bullenstal |
| 2005    | Doolhof |
| 2007    | Dinobos |
| 2008    | Aanpassing Dinobos en bewegende dino's, krokodillenverblijf |
| 2009    | Olifantenverblijf |
| 2010    | Buitenverblijf olifanten |
| 2014    | Snavelrijk |
| 2015    | Expeditierivier, Maki eiland |
| 2016    | Het Woud |
| 2017    | Nieuw leeuwenverblijf |
| 2018    | Prairie |
| 2019    | Ooievaart, ooievaarverblijf, uitbreiding savanne |
| 2021    | Vernieuwd berenverblijf met brilberen |

Zo'n tachtig procent van de verblijven zijn ontworpen door dierentuinontwerper Erik van Vliet.

## Themagebieden

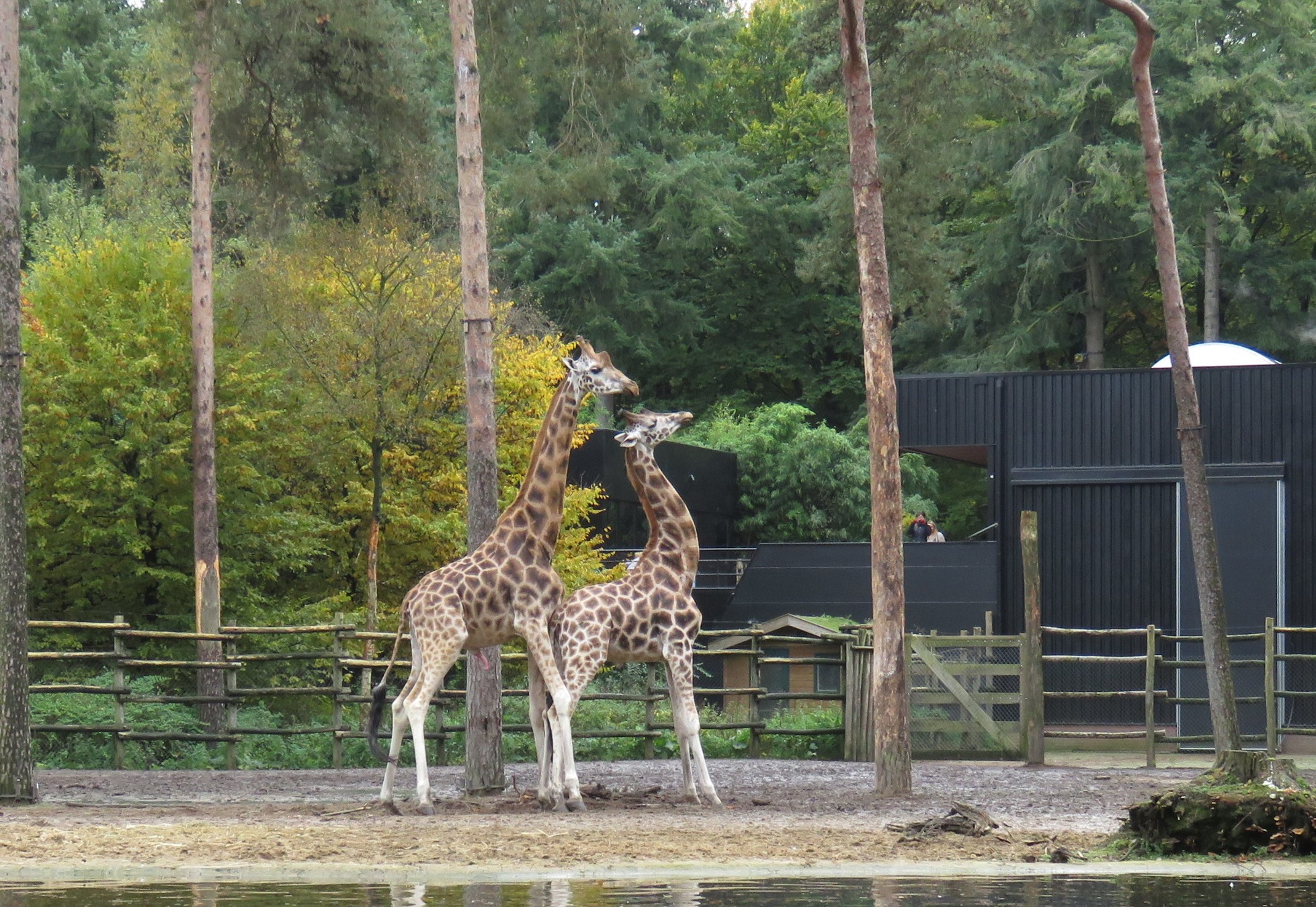
Giraffen

In het park zijn onder meer de volgende themagebieden:
- De Savanne (sinds 1989)

Hier leven onder meer noordelijke giraffen in een 'mannengroep', Grévyzebra's en helmparelhoenders. De nieuwste toevoegingen van de Savanne zijn de impala's en de beisa oryxen.

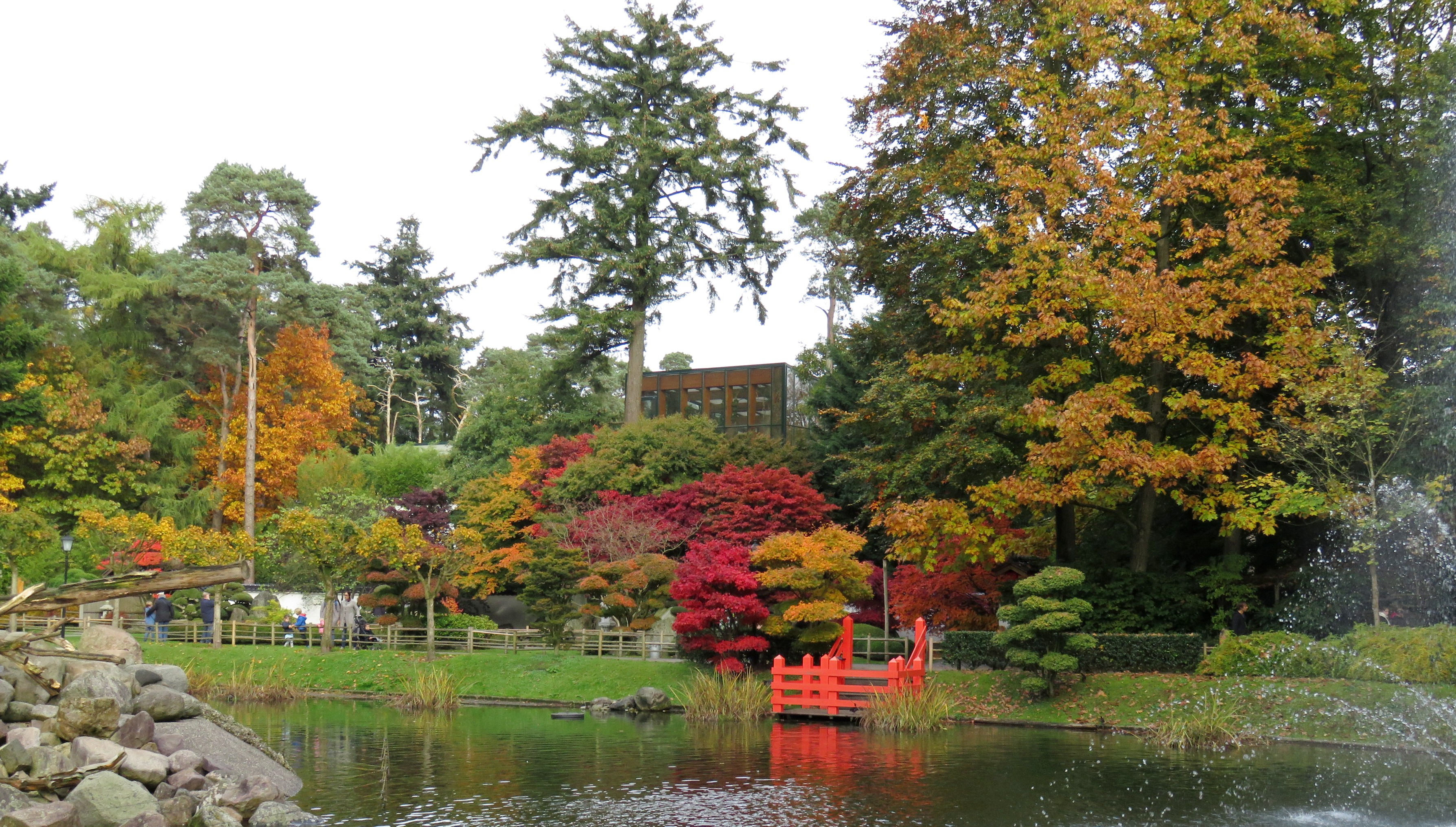
Herfst in de Japanse tuin

- Japanse tuin (sinds 1994)

In de Japanse tuin, waar er de mogelijkheid is om even tot rust kan komen, lijdt een pad langs een vijver, het verblijf van Koi karpers en langs het verblijf van de Japanse Kraanvogels.
- De Stad der Oudheid (sinds mei 1999)

Hier wonen onder meer kamelen, mantelbavianen, kaalkopibissen, vale gieren (de eerste jonge vale gier werd geboren op 23 april 2003; in 2014 verhuisden ze naar Snavelrijk), en de Siberische tijgers.
- De Nacht (sinds 2003)

In dit nachtdierenhuis is het bioritme omgedraaid: overdag is het donker, 's nachts is het licht. In dit themagebied heerst de sfeer van een tropisch regenwoud bij nacht met nachtdieren uit Australië, Zuid-Amerika en Afrika, zoals de voskoesoe, de luiaard en de doeroecoeli's, of nachtaapjes.

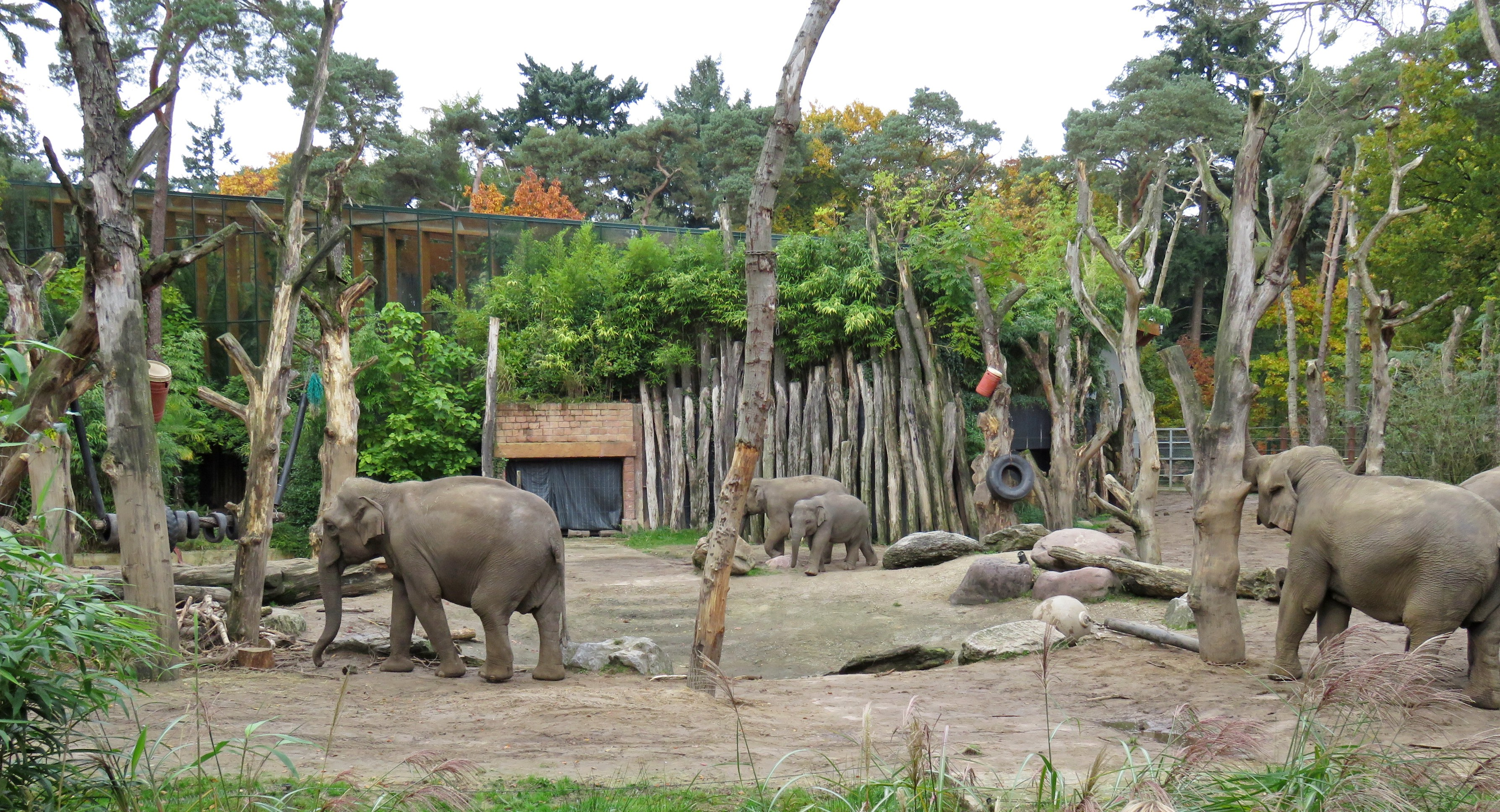
Buitenverblijf van de olifanten in DierenPark Amersfoort. Indra, Kina, Kyan, Khine War War

- Het Rijk der Reuzen (sinds 2009)

De leefomgeving van de olifanten heet 'Het Rijk der Reuzen'. Het binnenverblijf werd geopend in 2009 en is met een grootte van ca. 750 m2 het grootste binnenverblijf van Nederland en het op twee na grootste van Europa. Het buitenverblijf werd geopend op 6 juni 2010 en is inclusief vijver 3300 vierkante meter groot. De ruimte is geschikt voor een grote kudde olifanten. In oktober 2015 bestond de groep uit twee volwassen koeien (Khine War War en Indra), twee kalfjes (Kina en Kyan, dochter en zoon van Indra), en een bul (Maurice). Op 25 maart 2017 kwam daar dochter Yunha van Indra bij. Op 25 september 2017 beviel Kina van een bul.
- De Grote Wildernis (sinds 2014)

Dit is een uitbreidingsgebied achter in het dierenpark dat in stappen wordt opgebouwd. In 2014 opende Snavelrijk als begin van een expeditie in de grote wildernis. In 2015 werd de expeditie uitgebreid met de Expeditie Rivier waar bezoekers met een trapboot langs dieren kunnen gaan.
- Het Woud (sinds 9 juli 2016)

Hier kunnen bezoekers in een nagemaakt Nederlands bos onder meer wolven, dassen en eikelmuizen bekijken. Vanuit een voor de bezoeker gemaakt gangenstelsel is het binnenverblijf van de dassen te zien.

## Dinobos

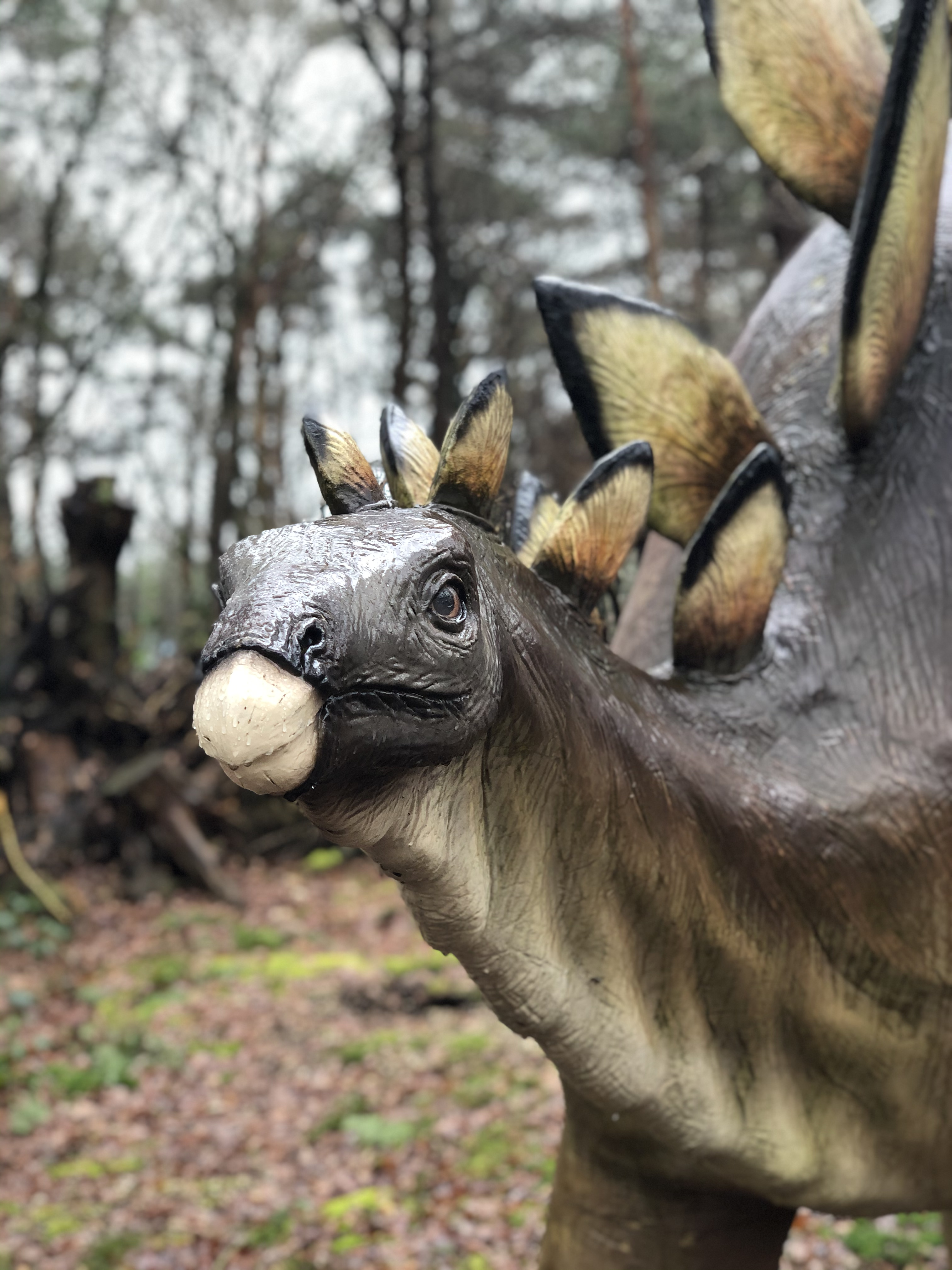
Stegosaurus in het DinoPark

In 2006 kreeg het DierenPark er 6,5 hectare bos bij, waarvan 3 hectare voor het DinoPark gebruikt zou worden. Ook zou er op het nieuwe terrein een chimpanseeverblijf komen met chimpansees uit het proefdierencentrum in Rijswijk. De bouw ervan zou worden gefinancierd met Rijkssubsidie. Door protesten van actievoerders tegen de uitbreiding was de bouw zo vertraagd dat de einddatum van medio 2008 niet gehaald kon worden en de chimpansees permanent gehuisvest werden in het Safaripark Beekse Bergen.
In 2007 opende het DinoPark. Een wandelpad van 700 meter leidt langs zeventig replica's van dinosauriërs, waarvan de grootste 14 meter hoog is. In het Dinobos zijn inmiddels ook levende dieren te zien, zoals de Kasuarissen en Aldabra-reuzenschildpadden.
Hieronder volgt een overzicht van de dinosauriërs in het Dinobos.

#### DevoonenCarboon
- Dunkleosteus
- Edaphosaurus
- Protorosaurus

#### Perm
- Dimetrodon

#### Trias
- Plateosaurus
- Coelophysis

#### Jura
- Pterodactylus
- Apatosaurus
- Ceratosaurus
- Camptosaurus
- Europasaurus
- Diplodocus
- Allosaurus
- Scelidosaurus
- Brachiosaurus
- Kentrosaurus
- Dilophosaurus
- Stegosaurus
- Pachycephalosaurus
- Euoplocephalus

#### Krijt
- Velociraptor
- Deinonychus
- Iguanodon
- Probactrosaurus
- Albertosaurus
- Troodon
- Maiasaurus
- Corythosaurus
- Centrosaurus
- Protoceratops
- Leptoceratops
- Ornithomimus
- Styracosaurus
- Triceratops

## Attracties
Het park telt drie attracties:
- Berenboemel

In 1968 werd de attractie 'De Berenboemel' geopend. Het treintje rijdt een rondje langs de leeuwen, vari's, tijgers, neushoorns, pinguïns en de boerderij.
- Carrousel

Vlak bij de Berenboemel is de carrousel.
- Expeditie rivier

Aan de achterkant van het park werd er bij de komst van de Grote Wildernis in 2015 werd ook de Expeditie rivier aangelegd. Met waterfietsen kan om het eiland met geelborstkapucijnapen en het maki-eiland worden gefietst. Voor de aanleg van deze attractie moest een stukje bos en een deel van de Savanne wijken.
In 2019 opende het park de attractie De Ooievaart. De attractie bootste de trektocht van ooievaars van Nederland naar Afrika na. Hangend onder een rail konden bezoekers over het ooievaarsverblijf en de Savanne 'vliegen'. In 2021 werd de attractie gesloten vanwege een te laag mogelijke capaciteit.

## Lijst van diersoorten
Hieronder volgt een overzicht van de diersoorten uit de collectie van Dierenpark Amersfoort. De lijsten van vissen en ongewervelden zijn onvolledig.

### Zoogdieren
Roofdieren
- Kleinklauwotter (Amblonyx cinerea)
- Stokstaartje (Suricata suricatta)
- Vosmangoest (Cynictis penicillata)
- Leeuw (Panthera leo)
- Siberische tijger (Panthera tigris altaica)
- Gevlekte hyena (Crocuta crocuta)
- Europese wolf (Canis lupus lupus)
- Europese das (Meles meles meles)
- Kleine panda (Ailurus fulgens fulgens)
- Brilbeer (Tremarctos ornatus)

Slurfdieren
- Aziatische olifant (Elephas maximus)

Onevenhoevigen
- Mediterrane mini ezel
- Grévyzebra (Equus grevyi)

Evenhoevigen
- Huiskameel (Camelus ferus)
- Netgiraffe (Giraffa camelopardalis reticulata)
- Rothschildgiraffe (Giraffa camelopardalis rothschildi)
- Algazel (Oryx dammah)
- Beisa oryx (Oryx beisa)
- Impala (Aepyceros melampus)
- Nederlandse witte geit
- Somalisch zwartkopschaap
- Bonte Bentheimer (varken)

Vleermuizen
- Nijlroezet (Rousettus aegyptiacus)

Tandarmen
- Tweevingerige luiaard (Choloepus didactylus)

Buideldieren
- Vliegende buidelmuis (Acrobates pygmaeus)
- Tammarwallaby (Notamacropus eugenii)
- Borstelstaartkangoeroerat (Bettongia penicillata ogilbyi)

Knaagdieren
- Witstaartstekelvarken (Hystrix indica)
- Azara's agoeti (Dasyprocta azarae)
- Zwartstaartprairiehond (Cynomys ludovicianus)
- Eikelmuis (Eliomys quercinus)
- Gouden stekelmuis (Acomys russatus)
- Madagaskarreuzenrat (Hypogeomys antimena)
- Zwarte rat (Rattus rattus)

Primaten
- Chimpansee (Pan troglodytes)
- Siamang (Symphalangus syndactylus)
- Mantelbaviaan (Papio hamadryas)
- Grijsneknachtaapje (Aotus trivirgatus)
- Geelborstkapucijnaap (Cebus xanthosternos)
- Kleine plompe lori (Nycticebus pygmaeus)
- Senegalgalago (Galago senegalensis)
- Japanse makaak (Macaca fuscata) niet meer aanwezig in de collectie
- Laponderaap (Macaca nemestrina)
- Ringstaartmaki (Lemur catta)

### Vogels
Roofvogels en uilen
- Sneeuwuil (Nyctea scandica)
- Oehoe (Bubo bubo bubo)
- Vale gier (Gyps fulvus)

Watervogels
- Zwartvoetpinguïn (Spheniscus demersus)
- Chileense flamingo (Phoenicopterus chilensis)
- Kwak (Nycticorax nycticorax)
- Kleine zilverreiger (Egretta garzetta garzetta)
- Kroeskoppelikaan (Pelecanus crispus)
- Hamerkop (Scopus umbretta)
- Zwarte ibis (Plegadis falcinellus)
- Kaalkopibis (Geronticus eremita)
- Kuifhoenderkoet (Chauna torquata)
- Twentse landgans

Ooievaarachtigen
- Afrikaanse maraboe (Leptoptilos crumenifer)
- Afrikaanse nimmerzat (Mycteria ibis)

Hoendervogels
- Helmparelhoen (Numida meleagris)
- Himalayaglansfazant (Lophophorus impejanus)
- Goudfazant (Chrysolophus pictus)
- Cabots saterhoen (Tragopan caboti)
- Blauwe pauw (Pavo cristatus)
- Barnevelder (kip)

Papegaaiachtigen
- Groenwangamazone (Amazona viridigenalis)
- Valkparkiet (Nymphicus hollandicus)
- Monniksparkiet (Myiopsitta monachus)
- Halsbandparkiet (Psittacula krameri)
- Zonparkiet (Aratinga solstitialis)

Zangvogels
- Balispreeuw (Leucopsar rothschildi)
- Madagaskarwever (Foudia madagascariensis)
- Napoleonwever (Euplectes afer)
- Japanse nachtegaal (Leiothrix lutea)
- Muskaatvink (Lonchura punctulata)

Kraanvogelachtigen
- Chinese kraanvogel (Grus japonensis)

Duifachtigen
- Witnek fazantduif (Otidiphaps nobilis aruensis)

### Reptielen
Hagedissen
- Gewone blauwtongskink (Tiliqua scincoides)
- Afrikaanse doornstaartagame (Uromastyx acanthinura)
- Gewone chuckwalla (Sauromalus ater)
- Gilamonster (Heloderma suspectum)
- Grijpstaartskink (Corucia zebrata)
- Phelsuma klemmeri
- Standing’s daggekko (Phelsuma standingi)
- Halsbandleguaan (Crotaphytus collaris)
- Woestijnleguaan (Dipsosaurus dorsalis)
- Stekelleguanen (Sceloporus magister)
- Fijileguaan (Brachylophus fasciatus)
- Nijlvaraan (Varanus niloticus)
- Chinese krokodilstaarthagedis (Shinisaurus crocodilurus)

Krokodillen
- Breedvoorhoofdkrokodil (Osteolaemus tetraspis)

Slangen
- Boa constrictor (Boa constrictor)
- Korenslang (Pantherophis guttatus)
- Thamnophis sirtalis tetrataenia

Schildpadden
- Aldabra-reuzenschildpad (Dipsochelys dussumieri)
- Egyptische landschildpad (Testudo kleinmanni)

### Amfibieën
- Gouden mantella (Mantella aurantiaca)
- Titicacakikker (Telmatobius culeus)
- Moskikker (Theloderma corticale)
- Rugstreeppad (Epidalea calamita)
- Neurergus kaiseri
- Chinese vuurbuiksalamander (Hypselotriton orientalis)

### Vissen
- Blinde holenvis (Astyanax jordani)
- Cichliden (Cichlidae)
- Russische steur (Acipenser gueldenstaedtii)
- Poecilia wingei (Endler gup)
- Koi-karper (Cyprinus carpio carpio)

### Ongewervelde dieren
- Idea leuconoe
- Grote agaatslak (Achatina fulica)
- Extatosoma tiaratum
- Mexicaanse roodknievogelspin (Brachypelma smithi)
- Parasolmier (Atta sexdens)

## Fokprogramma's
Het park neemt deel aan meerdere fokprogramma's en beheert de EEP-stamboeken voor de groenwangamazone en de gevlekte hyena.